# Баррозу, Франсимар
Франсима́р Барро́зу (порт.-браз. Francimar Barroso; 29 февраля 1980, Шапури) — бразильский боец смешанного стиля, представитель полутяжёлой весовой категории. Выступает на профессиональном уровне начиная с 2005 года, известен по участию в турнирах бойцовской организации UFC, владел титулами чемпиона организаций Shooto Brazil и WOCS в полутяжёлом весе. Обладатель чёрных поясов по бразильскому джиу-джитсу и кикбоксингу.

## Биография
Франсимар Баррозу родился 28 февраля 1980 года в муниципалитете Шапури штата Акри. Серьёзно заниматься единоборствами начал в возрасте тринадцати лет, практиковал бразильское джиу-джитсу и кикбоксинг, имеет в этих дисциплинах чёрные пояса.
Дебютировал в смешанных единоборствах на профессиональном уровне в мае 2005 года, победив своего соперника нокаутом в первом же раунде. В том же году одержал ещё одну победу, но затем потерпел первое в карьере поражение. После проигрыша не дрался около двух лет, в 2007 году вернулся в ММА и продолжил успешно выступать. В период 2008—2010 годов сделал впечатляющую серию из девяти побед подряд, зарекомендовал себя одним из сильнейших бойцов Бразилии полутяжёлого веса. Его победная серия прервалась после встречи с россиянином Багой Агаевым, которому он проиграл нокаутом.
В 2012 году Баррозу завоевал вакантный титул организации Shooto Brazil, а позже стал чемпионом другого бразильского промоушена Watch Out Combat Show. Тем не менее, защищать добытые чемпионские пояса он не стал, поскольку вскоре получил приглашение от крупнейшей бойцовской организации мира Ultimate Fighting Championship.
Должен был дебютировать в UFC в бою с американцем Робертом Дрисдейлом, но тот получил травму, и в итоге в соперники ему дали соотечественника Эдналду Оливейру, которого он победил единогласным решением судей. В дальнейшем, однако, проиграл раздельным решением голландцу Хансу Стингеру. В соперники ему прочили Патрика Камминса и Овинса Сен-Прё, но из-за травм бойцов эти поединки проведены не были. В 2016 году единогласным судейским решением Баррозу выиграл у представителя Канады Райана Джиммо. Планировался его бой против недавно пришедшего в организацию новичка из России Абдулкерима Эдилова, но Эдилов не смог выйти на бой из-за травмы, и в соперники бразильцу дали другого новичка Элвиса Мутапчича, которого он так же победил единогласным судейским решением. В дальнейшем удушающим приёмом сзади проиграл представителю Украины Никите Крылову. В поединке с новичком организации Дарреном Стюартом победил техническим нокаутом в первом раунде, при этом рефери остановил поединок, не обратив внимания на произошедшее между бойцами непреднамеренное столкновение головами. Поскольку удары головой в смешанных единоборствах запрещены, Бразильская атлетическая комиссия по ММА приняла решение отменить результат боя между Баррозу и Стюартом.
Сообщалось, что в 2016 году он сделал предложение своей девушке сразу после боя, в дальнейшем упоминалось, что у него есть сын и дочь. В 2021 он решил жениться на россиянке и переехать в Москву. Он открыл два спортивных зала «Bodao team» вместе с новой женой Анастасией Мотяшовой Баррозо, а также выступает в тяжёлом весе 115 кг.

## Статистика в профессиональном ММА
| Боёв 35         | Побед 26 | Поражений 7 |
| --------------- | -------- | ----------- |
| Нокаутом        | 12       | 3           |
| Сдачей          | 5        | 1           |
| Решением        | 9        | 3           |
| Ничьи           | 1        | 1           |
| Не состоявшихся | 1        | 1           |

| Результат    | Рекорд     | Соперник            | Способ                       | Турнир                                  | Дата             | Раунд | Время | Место                       | Примечание |
| ------------ | ---------- | ------------------- | ---------------------------- | --------------------------------------- | ---------------- | ----- | ----- | --------------------------- | --- |
| Победа       | 26–7–1 (1) | Дмитрий Веженко     | TKO (удары)                  | MMA Series 81                           | 11 июня 2024     | 2     | 4:50  | Москва, Россия              | |
| Победа       | 25–7–1 (1) | Алекс Николсон      | Единогласное решение         | PFL 9 (2019)                            | 31 октября 2019  | 2     | 5:00  | Лас-Вегас, Невада, США      | Четвертьфинал турнира PFL Heavyweight Tournament 2019. Вышел в полуфинал, но по медицинским показаниям не смог продолжить |
| Победа       | 24-7-1 (1) | Бен Эдвардс         | Единогласное решение         | PFL 6                                   | 8 августа 2019   | 3     | 5:00  | Атлантик-Сити, США          | |
| Победа       | 23-7-1 (1) | Алекс Николсон      | Единогласное решение         | PFL 3                                   | 6 июня 2019      | 3     | 5:00  | Юниондейл, США              | |
| Победа       | 22-7-1 (1) | Михаил Мохнаткин    | Единогласное решение         | RCC 5                                   | 15 декабря 2018  | 3     | 5:00  | Екатеринбург, Россия        | |
| Ничья        | 21-7-1 (1) | Джош Коупленд       | Единогласное решение         | PFL 8                                   | 5 октября 2018   | 2     | 5:00  | Новый Орлеан, США           | Четвертьфинал плей-офф PFL в тяжёлом весе.                                                                                |
| Победа       | 21-7 (1)   | Джек Мэй            | Сдача (треугольник руками)   | PFL 4                                   | 19 июля 2018     | 1     | 1:36  | Юниондейл, США              | |
| Победа       | 20-7 (1)   | Дэниел Галлемор     | TKO (остановлен врачом)      | PFL 1                                   | 7 июня 2018      | 1     | 3:57  | Нью-Йорк, США               | |
| Поражение    | 19-7 (1)   | Джан Вилланте       | Раздельное решение           | UFC 220                                 | 20 января 2018   | 3     | 5:00  | Бостон, США                 | |
| Поражение    | 19-6 (1)   | Александар Ракич    | Единогласное решение         | UFC Fight Night: Volkov vs. Struve      | 2 сентября 2017  | 2     | 5:00  | Роттердам, Нидерланды       | |
| Победа       | 19-5 (1)   | Даррен Стюарт       | Единогласное решение         | UFC Fight Night: Манува — Андерсон      | 18 марта 2017    | 3     | 5:00  | Лондон, Англия              | |
| Не состоялся | 18-5 (1)   | Даррен Стюарт       | NC (столкновения головами)   | UFC Fight Night: Bader vs. Nogueira 2   | 19 ноября 2016   | 1     | 1:34  | Сан-Паулу, Бразилия         | Изначальная победа Стюарта отменена из-за непреднамеренного столкновения головами.                                        |
| Поражение    | 18-5       | Никита Крылов       | Сдача (удушение сзади)       | UFC Fight Night: Overeem vs. Arlovski   | 8 мая 2016       | 2     | 3:11  | Роттердам, Нидерланды       | |
| Победа       | 18-4       | Элвис Мутапчич      | Единогласное решение         | UFC Fight Night: Dillashaw vs. Cruz     | 17 января 2016   | 3     | 5:00  | Бостон, США                 | |
| Победа       | 17-4       | Райан Джиммо        | Единогласное регшение        | UFC Fight Night: Condit vs. Alves       | 30 мая 2015      | 3     | 5:00  | Гояния, Бразилия            | |
| Поражение    | 16-4       | Ханс Стрингер       | Единогласное решение         | UFC Fight Night: Shogun vs. Henderson 2 | 23 марта 2014    | 3     | 5:00  | Натал, Бразилия             | |
| Победа       | 16-3       | Эдналду Оливейра    | Единогласное решение         | UFC 163                                 | 3 августа 2013   | 3     | 5:00  | Рио-де-Жанейро, Бразилия    | |
| Победа       | 15-3       | Симау Мелу          | Сдача (удушение сзади)       | Watch Out Combat Show 25                | 12 апреля 2013   | 2     | 4:56  | Рио-де-Жанейро, Бразилия    | Выиграл титул чемпиона WOCS в полутяжёлом весе.                                                                           |
| Победа       | 14-3       | Кристиану Соуза     | TKO (остановлен врачом)      | Shooto Brazil 36                        | 23 ноября 2012   | 1     | N/A   | Бразилиа, Бразилия          | Выиграл вакантный титул чемпиона Shooto Brazil в полутяжёлом весе.                                                        |
| Победа       | 13-3       | Фалку Лопес         | Сдача (гильотина)            | Shooto Brazil 28                        | 10 марта 2012    | 1     | 3:15  | Рио-де-Жанейро, Бразилия    | |
| Поражение    | 12-3       | Бага Агаев          | KO (удары)                   | Desert Force 2                          | 19 мая 2011      | 1     | 1:13  | Амман, Иордания             | |
| Победа       | 12-2       | Абхийет Петкар      | KO (ногой в голову)          | Desert Force 1                          | 8 декабря 2010   | 1     | 0:05  | Амман, Иордания             | |
| Победа       | 11-2       | Клебер Раймунду     | Единогласное решение         | Capital Fight 3                         | 5 ноября 2010    | 3     | 5:00  | Бразилиа, Бразилия          | |
| Победа       | 10-2       | Жакоб Кинтана       | Сдача (удары руками)         | Mega Kombat                             | 24 июля 2010     | 3     | N/A   | Минас-Жерайс, Бразилия      | |
| Победа       | 9-2        | Алессандру Стефану  | TKO (удары руками)           | Bitetti Combat 5                        | 12 декабря 2009  | 1     | 1:50  | Сан-Паулу, Бразилия         | |
| Победа       | 8-2        | Паулу Энрике Гарсия | TKO (удары руками)           | Iron Man Championship 3                 | 10 сентября 2009 | 1     | N/A   | Белен, Бразилия             | |
| Победа       | 7-2        | Леви да Коста       | TKO (остановлен секундантом) | Shooto Brazil 12                        | 30 мая 2009      | 1     | 5:00  | Рио-де-Жанейро, Бразилия    | |
| Победа       | 6-2        | Роки Оливер         | Сдача (удушение сзади)       | Shooto: Brazil 11                       | 28 марта 2009    | 1     | 4:48  | Рио-де-Жанейро, Бразилия    | |
| Победа       | 5-2        | Жоан Паулу де Соуза | TKO (удары руками)           | Coari Combat 3                          | 15 февраля 2009  | 1     | N/A   | Амазонас, Бразилия          | |
| Победа       | 4-2        | Адриану Балби       | Сдача (удушение сзади)       | Manaus Fight Championship               | 14 июня 2008     | 1     | 0:52  | Манаус, Бразилия            | |
| Поражение    | 3-2        | Жерониму дус Сантус | TKO (удары руками)           | Amazon Challenge 2                      | 1 марта 2008     | 1     | 4:00  | Манаус, Бразилия            | |
| Победа       | 3-1        | Сандро Питбуль      | TKO (травма пальца)          | Hero’s the Jungle                       | 13 октября 2007  | 2     | N/A   | Манаус, Бразилия            | |
| Поражение    | 2-1        | Жозуэ Маковецки     | KO (удар коленом)            | Floripa Fight 1                         | 26 ноября 2005   | 1     | 2:27  | Флорианополис, Бразилия     | |
| Победа       | 2-0        | Рожериу Фариас      | Сдача (удары руками)         | Fight Center Cup 4                      | 21 октября 2005  | 1     | N/A   | Риу-Гранди-ду-Сул, Бразилия | |
| Победа       | 1-0        | Жуниор Тигре        | KO (ногой в голову)          | Slap Fight Combat                       | 16 мая 2005      | 1     | 4:27  | Форталеза, Бразилия         | |